# Maxim Kopf
Maxim Kopf (18. ledna 1892 Vídeň – 6. července 1958 Twin Farms, Barnard, Vermont) byl český německojazyčný malíř a výrazná osobnost německého kulturního spolkového života v meziválečném Československu. V roce 1942 získal občanství Spojených států kde se oženil a žil až do své smrti v roce 1958.

## Život
Maxim Kopf se narodil ve Vídni jako druhé ze čtyř dětí rakouského státního úředníka Emila Kopfa (1863–1911) a jeho manželky Louisy, rozené Jagemannové (* 1865). Vyrůstal v rakouské německojazyčné rodině, po babičce Marii Truhelkové měl patrně i české kořeny. Rodina se do Prahy přestěhovala na přelomu roku 1900/1901, když mu bylo osm let, za otcovým postem adjunkta a později oficiála c. a k. místodržitelství; bydleli zprvu na Smíchově, od poloviny roku 1902 na Hradčanech v Úvoze čp. 169/IV.
V roce 1911 Maxim začal studovat na Akademii výtvarných umění v Praze u pedagogů Franze Thieleho, Vlaha Bukovace a Karla Krattnera. Studium přerušil kvůli službě v rakouské armádě během 1. světové války. Na akademii mohl pokračovat až v letech 1918–1920 v Krattnerově speciální škole. V letech 1921–1923 se dále vzdělával na Akademii výtvarných umění v Drážďanech. V roce 1919 inicioval založení umělecké skupiny Die Pilger (Poutníci), sdružení německých a německy mluvících umělců v Čechách. Ve skupině se shromáždila řada studentů z ateliéru grafika a malíře Augusta Brömseho z pražské akademie, například Josef Hegenbarth, Emil Helzel, Norbert Hochsieder, Julius Pfeiffer a Leo Sternhell. Připojili se také sochařka Mary Duras nebo malíři Walther Klemm, Moriz Melzer a Emil Orlik. Skupina zůstala činnou do roku 1923 a definitivně byla rozpuštěna o další dva roky později.
Sochařka Mary Durasová se v roce 1927 stala první Kopfovou manželkou. Již předtím společně cestovali do Paříže a New Yorku. V roce 1924 Kopf poprvé pobýval na Tahiti a navštívil Markézy. V Paříži se zúčastnil Salonu nezávislých v Grand Palais v Paříži (1926 a 1927) a Podzimního salonu (1926). V roce 1927 se vrátili do Československa a své práce vystavili na vlastní výstavě v Rudolfinu v Praze. Tentýž rok Kopf podnítil vznik spolku Junge Kunst, do kterého pozval bývalé spolužáky z Prahy a Drážďan. Formálně byl činný dva roky, avšak již na podzim roku 1928 Kopf spolu s malíři Willi Nowakem a Friedrichem Feiglem založili spolek Prager Secession, který po vzoru Berliner Secession sdružoval německojazyčné výtvarné umělce a jejich podporovatele. Tento spolek je považován za jednu z nejdůležitějších institucí kulturní infrastruktury českých Němců v meziválečném období.
Manželství s Durasovou skončilo rozvodem v roce 1933. V následujících letech Kopf navštívil Dalmácii a Sovětský svaz. Po okupaci Československa se protinacisticky smýšlejícímu Kopfovi podařilo vycestovat do Paříže, kde však byl spolu s další českými umělci uvězněn pro podezření ze špionáže. Po propuštění odcestoval do francouzského Maroka a odtud na Martinik. Na obou místech byl rovněž internován. Celkem tak v táborech strávil dva a půl roku a do USA doputoval až v roce 1941. První výstavu měl již o rok později v newyorské Wakefield Gallery. Zahájil mu ji člen exilové vlády Jan Masaryk. O rok později se stal manželem věhlasné americké žurnalistky Dorothy Thompsonové a získal Americké občanství. V letech 1944 a 1947 uspořádal samostatné výstavy v American British Art Center v New Yorku. Poslední výstavu měl v roce 1953 v John Heller Gallery v New Yorku. O pět let později zemřel na infarkt.

## Dílo
V raném období absorbovala Kopfova malba podněty symbolismu, expresionismu a kubismu. Významný vliv na jeho tvorbu měla tvorba pedagoga pražské akademie, vedoucího německé grafické speciálky Augusta Bröhmseho. Jeho obrazy z období aktivit skupiny Die Pilger, jako například Poutník či Vize (1920, oba ve sbírkách NGP), jsou založeny na vepisování ústředních figur do kubizující krystalické struktury a světelných září. Tyto obrazy jsou považovány za vrcholné ukázky Kopfovy duchovní orientace a specifické fúze modernistických stylových prvků a starší výtvarné tradice, například baroka. Později lze u Kopfa shledávat čitelné impulsy malby Oskara Kokoshky, který působil v Drážďanech v době, kdy tam jako mladý umělec pobýval s Duras.
Škála námětů Kopfových obrazů byla široká: portréty, akty, krajiny, zátiší. Pobyty na Tahiti, které do roku 1938 navštívil celkem třikrát, se projevovaly na barevně pestrých malbách s místními figurálními a přírodními motivy. Ve sbírkách Národní galerie v Praze lze však narazit i na obraz, který ve dvacátých letech vznikl v New Yorku. Malba Times Square (1924) zachycuje stejnojmenné náměstí s věžemi vertikálních mrakodrapů a rušnou noční dopravou pod nimi. Výrazné uplatnění kresebných linií téměř geometrického rázu stupňuje dynamiku životem pulzujícího velkoměsta.
V létě 1929 Kopf získal zakázku Ministerstva školství a národní osvěty na monumentální obraz krajiny s námětem modernizovaného povrchového hnědouhelného lomu Luitpold v Dolním Rychnově. Obraz Uhelný revír falknovský, dnes ve sbírkách Galerie umění Karlovy Vary, byl nejdráže nakoupeným Kopfovým obrazem do státní instituce v meziválečném Československu. Přestože se jedná o pro autora nezvykle rozměrné plátno, je ukázkou autorovy schopnosti živého malířského přednesu při zachování jistého druhu realistického zobrazení scény. Vrcholná tvorba Maxima Kopfa rukopisně osciluje mezi umírněností a výraznější expresí (zřetelnou např. u obrazů z Tahiti).
Významnou součástí Kopfovy umělecké práce byly obrazy s biblickými tématy. Jak dosvědčují dochované obrazy (či alespoň reprodukce a názvy ztracených maleb) z doby existence skupiny Die Pilgrim, byly křesťanské náměty součástí jeho duchovního zaměření. Držel se ji až do závěru své tvůrčí činnosti v padesátých letech, kdy své dílo symbolicky uzavřel rozměrnou malbou s námětem Ukřižování.

## Zastoupení ve sbírkách
Ve Spojených státech amerických jsou díla Maxima Kopfa zastoupena ve sbírkách newyorských Everson Museum of Art, Hood Museum of Art, Memorial Art Gallery, Brooklyn Museum of Art, Museum of Modern Art, dále pak v Saint Louis Art Museum. V rámci České republiky na ně narazíme ve sbírkách Národní galerie v Praze, Oblastní galerie Liberec nebo Moravské galerie v Brně.